# Reppisch
Die Reppisch (vor dem Türlersee Chrebsbach) ist ein 27 Kilometer langer linker Nebenfluss der Limmat in den Schweizer Kantonen Zürich und Aargau. Sie entspringt am Albis als Chrebsbach, verlässt den Türlersee bei Aeugst am Albis als Reppisch, durchquert das Reppischtal und mündet bei Dietikon in den Unterwasserkanal des Kraftwerkes Dietikon, der sich nur kurz später wieder mit der Limmat vereinigt. Das rund 70 Quadratkilometer grosse Einzugsgebiet der Reppisch entwässert mit mittleren 1,21 m³/s nahe der Mündung. Somit ist sie hinter der Sihl und vor dem Furtbach der wichtigste Nebenfluss der Limmat.
Auf ihrem Weg zur Mündung schlängelt sie sich noch vielerorts naturbelassen durch das Reppischtal und wird dabei nur von Ufergehölz, Krautsaum und Wiesen eingesäumt. Die Ufer des Flüsschens sind bis auf die Abschnitte in Dietikon und Birmensdorf wenig bebaut, und so zählt sie zu den letzten noch naturnahen Fliessgewässern des Kantons Zürich. Dabei konnte vor allem der sechs Kilometer lange Teilabschnitt zwischen dem Weiler Gamlikon in Stallikon und Birmensdorf seinen naturnahen Flusslauf beibehalten.
Zwischen Birmensdorf und Dietikon durchquert der Fluss ein enges Tal, das von den in der nahen Infanterie-Kaserne stationierten Truppen der Schweizer Armee als Schiessplatz verwendet wird. An Wochentagen kann dieser Abschnitt des Reppischtals daher stellenweise gesperrt sein. Sonst ist das Tal jedoch ein beliebtes Gebiet für Spaziergänger und Velofahrer.
Kurz vor Dietikon unterquert der Fluss die Mutschellenpassstrasse und die Gleise der Bremgarten-Dietikon-Bahn. In diesem Bereich kam es im Frühjahr 1999 zu schweren Überschwemmungen, wodurch die Strasse und die Bahnlinie für mehrere Tage unterbrochen wurden.

## Geographie

### Verlauf
Die Reppisch entspringt bei Tüfenbach in der Flur Berg als Chrebsbach. Nach 2 Kilometer mündet dieser in das Südostende des Türlersees. Nach Verlassen des Sees fliesst sie anfangs nach Nordwesten, begleitet von einem dicken Waldsaum, und umfliesst dabei den Aeugsterberg an dessen Ost- und Nordhang. Dabei wird sie wenig nördlich von Seehüsli zu einem kleinen Weiher gestaut, ehe sie Chloster und Aeugstertal durchfliesst. Hier besitzt die Reppisch nach mehreren kleinen Zuflüssen einen mittleren Abfluss von 0,1 m³/s.
Sie fliesst nun nach Nordosten bis Tägerst, danach wieder kurz nach Nordwesten bis Aumüli, stets begleitet von einem meist losen Waldsaum, welcher an Felder angrenzt. Es folgt ein grösserer Bogen um einen Ausläufer des Hörglen, welcher hier für eine Talenge sorgt, in welcher der Weiler Gamlikon liegt. Wenig später erreicht sie Stallikon, wo sie nach unzähligen Zuflüssen, vornehmlich von der Albis-Kette her, einen mittleren Abfluss von 0,3 m³/s besitzt.
Das Flüsschen passiert Sellenbüren sowie Landikon und durchfliesst Birmensdorf, wo mit dem Wüeribach und dem Lunnerenbach zwei der wichtigsten Zuflüsse münden. Der mittlere Abfluss nach der ARA Birmensdorf beträgt nun 0,9 m³/s. Wenig später, auf dem Gemeindegebiet von Urdorf, münden der Malefizgraben, und nach der Einmündung des Stigelmattbachs, welcher selber kurz die Grenze bildet, ist die Reppisch für einen kurzen Abschnitt Grenzfluss zwischen den Kantonen Aargau und Zürich. Es münden nun der Rummelbach nahe Rudolfstetten-Friedlisberg und kurz danach der Dönibach bei Baltenschwil.
Die Reppisch tritt nun bei Dietikon ins Limmattal ein, wo ein kleiner Teil des Wassers abgezweigt wird, um den Marmoriweiher zu stauen. Die Reppisch verläuft nun begradigt, und bis zu ihrer Mündung erreichen sie keine grösseren Zuflüsse mehr. Sie mündet schliesslich auf 381 m ü. M. im Industriegebiet bei der KVA Dietikon in den Unterwasserkanal des Kraftwerkes Dietikon, welcher sich direkt danach wieder mit der Limmat vereinigt.

### Einzugsgebiet
Das Einzugsgebiet der Reppisch misst 69,1 km² mit etwa 30'000 Einwohnern, was einer Bevölkerungsdichte von etwa 438 Einwohnern pro km² entspricht. Der grösste Teil dieser Fläche liegt im Kanton Zürich und hier im Säuliamt, kleinere Teile befinden sich im Bezirk Dietikon sowie in den aargauischen Bezirken Baden und Bremgarten. An der Messstelle kurz vor der Mündung beträgt das Einzugsgebiet 67,2 km², wovon 30,8 km² landwirtschaftliche Fläche, 25,2 km² Wald, 10,2 km² Siedlungsfläche, 0,7 km² Gewässer und 0,2 km² unproduktive Fläche sind.
Anteil am Einzugsgebiet haben die Gemeinden Aeugst am Albis, Stallikon, Birmensdorf, Urdorf, Bergdietikon und Dietikon, durch welche der Fluss verläuft, sowie die Gemeinden Aesch, Arni, Berikon, Hausen am Albis, Islisberg, Langnau am Albis, Oberwil-Lieli (hier der Ortsteil Lieli), Rudolfstetten-Friedlisberg sowie Uitikon (hier der Weiler Ringlikon). Winzige Anteile haben die Gemeinden Bellikon, Hedingen, Widen und die Stadt Zürich am Uetliberg.
Der obere Teil des Einzugsgebiets zwischen dem Türlersee und der Einmündung des Lunnerenbachs liegt durchschnittlich auf 625 m ü. M. und besitzt eine durchschnittliche jährliche Niederschlagsmenge von 1204 mm, der untere Teil zwischen der Einmündung des Lunnerenbachs und der Mündung der Reppisch in die Limmat liegt auf durchschnittlich 554 m ü. M. und besitzt eine durchschnittliche jährliche Niederschlagsmenge von 1126 mm. Der höchste Punkt des gesamten Gebietes liegt auf 896 m ü. M. und wird am Albis in der Waldflur Reifholz nordwestlich der Albispasshöhe erreicht, die tiefste Stelle liegt an der Mündung auf 381 m ü. M., was einer Differenz von 515 Metern entspricht. Weitere markante Punkte im Einzugsgebiet sind der 870 m ü. M. hohe Uetliberg sowie der Aeugsterberg mit einer Höhe von 829 m ü. M.
Neben dem Türlersee entwässert sie nur kleinere Weiher, dazu gehören die in Wettswil liegenden Ziegelweiher, namentlich der Fischbachweiher, der Fridgrabenweiher und der Sorweiher, sowie der Lochenweiher in Bonstetten, die alle über den Wüeribach ihr Wasser der Reppisch zuführen. Der ebenfalls in Wettswil liegende Eichmoosweiher entwässert über den Schleetalbach in die Reppisch. Der Marmoriweiher in Dietikon wird von der Reppisch selbst gespeist. Dafür zweigt beim Spiel- und Grillplatz Grunschen in der Flur Gaissteg ein kleiner Kanal ab, der den Spielplatz tangiert und danach in einem Rohr den Fluss überbrückt, welches sich unter einer Fussgängerbrücke befindet. Das Wasser fliesst am anderen Ende des Weihers wieder der Reppisch zu.
Angrenzende grössere Einzugsgebiete sind im Süden und Westen das der Jonen, welche in die Reuss entwässert, und im Osten das der Sihl, welche in Zürich in die Limmat mündet.

### Zuflüsse
In die Reppisch münden 68 benannte Bäche, davon sind drei, nämlich der Wüeribach, der Rummelbach sowie der Lunnerenbach, vier Kilometer lang oder mehr. Weiterhin sind fünf Zuflüsse zwei Kilometer lang oder mehr, nämlich der Dönibach, der Lättenbach, der Schwandenbach, der Tobelbach bei Birmensdorf sowie der Malefizgraben, wenn man seinen rechten Oberlauf Weidbach dazuzählt.
Der wichtigste Zufluss der Reppisch ist der rund 8 Kilometer lange Wüeribach, welcher die Ebene von Wettswil und Bonstetten entwässert und bei Birmensdorf von links in die Reppisch einmündet. Dabei speist er die Reppisch mit einem durchschnittlichen Abfluss von 310 l/s. Er nimmt dabei kurz vor seiner Mündung den Aescherbach auf, welcher einen mittleren Abfluss von 100 l/s besitzt und damit zu den grösseren Bächen im Einzugsgebiet zählt. Nach dem Wüeribach sind es der Lunnerenbach sowie der Rummelbach, welche der Reppisch am meisten Wasser zuführen.
Weitere grössere Zuflüsse sind der bei Dietikon einmündende Dönibach, welcher in Bergdietikon entspringt, der Stoffelbach, welcher im Waldgebiet Honeret in Dietikon entspringt, sowie der Malefizgraben, welcher in Rudolfstetten-Friedlisberg entspringt und auf dem Gemeindegebiet von Urdorf von links einmündet. Diese münden alle in die untere Reppisch, längere Zuflüsse im Oberlauf sind der Lättenbach beim Weiler Tägerst, der Loomattbach, der Weidelbach und der Diebisbach im Weiler Sellenbüren, beide Stallikon, sowie der Schwandenbach im Weiler Landikon bei Birmensdorf.
Diagramm der Zuflüsse der Reppisch
mit einer Länge von 2 km und mehr, von der Quelle zur Mündung aufgeführt. Die linken Zuflüsse sind in dunklem, die rechten in hellem Blau dargestellt.

## Umwelt
1885, nach mehreren schwerwiegenden Hochwassern, fanden die ersten Korrekturen an der Reppisch statt. Das war auch auf den Druck der Bevölkerung zurückzuführen, welche androhte, sich irgendwo anders niederzulassen. In der Melioration zwischen 1938 und 1944 wurden dann grosse Teile der Reppisch kanalisiert, um den Hochwasserschutz zu verbessern sowie um Land zu gewinnen, welches zur Bewirtschaftung genutzt wurde. Jedoch begann man früh umzudenken, und noch bestehende naturnahe Abschnitte wurden geschützt sowie verbaute renaturiert. Eine Basis dazu stellte das Wiederbelebungsprogramm für die Fliessgewässer des Kantons Zürich dar, aber auch das Naturschutzgesamtkonzept. Dieses wurde am 20. Dezember 1995 vom Kanton festgesetzt und beurteilt die Reppisch als eines der ökologisch wertvollsten Fliessgewässer im Kanton Zürich.
Der Kanton erwarb angrenzende Parzellen auf einer Länge von 10 Kilometern, um diesen Abschnitt zu revitalisieren. 2007 wurde bei Birmensdorf im Zuge des Baus der Westumfahrung Zürich zur Ausgleichsmassnahme ein 400 Meter langer Flussabschnitt renaturiert. Von 2007 bis 2009 wurde schliesslich auch noch der letzte übrig gebliebene stark begradigte Abschnitt aus der Melioration auf einer Länge von 1,5 Kilometern renaturiert.

### Flora
Das Reppischtal besitzt das wahrscheinlich reichhaltigste Angebot von natürlichen Pflanzengesellschaften im schweizerischen Mittelland. Die an den Fluss angrenzenden Albishänge im Landschaftsdenkmal Albiskette-Reppischtal sind gekennzeichnet durch montanen Rotbuchenwald, in trockenen und feuchten Untergesellschaften sind es Eichen-Hainbuchen-Wälder. Auch submontaner Ahorn-Eschenwald, Bacheschenwald, eibenreicher Steilhang-Buchenwald und Pfeifengras-Föhrenwald kommen vor. Auf kleinere Gebiete begrenzt, kommen sumpfige Föhrenwälder und staudenreiche Schwarzerlenwälder vor. Dazu kommen zahlreiche Glazialrelikte vor, von welchen vor allem, durch ihr häufiges Auftreten bedingt, die Bergföhre zu erwähnen ist. Weiterhin lassen sich im Landschaftsdenkmal etwa 28 verschiedene Orchideen-Arten finden.
An der Reppisch werden durch gezielte Eingriffe überalterte Standorte verjüngt, dabei werden alte und markante Einzelbäume wie Eichen, Silber-Weiden, Schwarz-Erlen und die für die Reppisch charakteristischen Kopfweiden jedoch verschont. Dies kommt auch mehreren Vogelarten sowie anderen Tierarten zugute.
Probleme hingegen machen das Drüsige Springkraut, die Kanadische Goldrute, das Berufkraut sowie die Acker-Kratzdistel, welche sich als Neophyten im Reppischtal ausgebreitet haben. Vereine haben sich diesem Problem angenommen, und so wurden zum Beispiel vom Gemeindeverein Stallikon eine Bekämpfungsaktion durchgeführt, um die Artenvielfalt des Tales zu schützen.

### Fauna
Wie die Flora ist auch die Fauna im Vergleich zum übrigen Mittelland relativ hoch. So zeigen im Landschaftsdenkmal Albiskette-Reppischtal vor allem die Reptilien, die Vögel sowie die Insekten ein breites Artenspektrum, letztere natürlich auch begünstigt durch das vielfältige Vorkommen von verschiedenen Orchideen-Arten.
Der Fluss ist unter anderem Lebensraum für Libellen, für das Bachneunauge sowie für den Groppen, aber auch für Amphibien, darunter den Feuersalamander. Von den Vogelarten sind vor allem der Eisvogel, die Bergstelze sowie die Wasseramsel am Fluss und an den Seitenbächen sowie der Kolkrabe in den umliegenden Wäldern zu erwähnen. An der Reppisch und an der Limmat sind seit 1991 drei Brutplätze des Eisvogels nachgewiesen, und 2001 brütete ein Eisvogel-Paar an der Reppisch in der Gemeinde Urdorf.
Ausserdem haben hier, wie im Mittelland nicht ungewöhnlich, Wildschweine ihren Lebensraum, aber auch der Eurasische Luchs wurde schon beobachtet.

### Naturschutz
Im Einzugsgebiet der Reppisch finden sich mehrere Flachmoore sowie mehrere Trockenwiesen und unzählige weitere Naturschutzgebiete sowie mehrere Waldreservate. Seit 1983 gehören grosse Teile des oberen Reppischtals unter dem Objektnamen Albiskette-Reppischtal zum Bundesinventar der Landschaften und Naturdenkmäler von nationaler Bedeutung.
Im Einzugsgebiet finden sich zwei Flachmoore, welche im Bundesinventar der Flachmoore von nationaler Bedeutung eingetragen sind. So das Flachmoor Beerimoos bei Wettswil sowie das Flachmoor Südlich Seehüsli am Ausfluss der Reppisch aus dem Türlersee. Weitere Flachmoore wie das Ried am Honeret in Urdorf sind nicht im Bundesinventar eingetragen, besitzen aber überkommunale Bedeutung.
Weiterhin lassen sich im Einzugsgebiet auch mehrere Naturschutzgebiete finden, welche im Bundesinventar der Amphibienlaichgebiete von nationaler Bedeutung eingetragen sind. So bei Birmensdorf die Kiesgrube Egghau, bei Wettswil die alte Ölerdeponie sowie bei Ribacher in der Gemeinde Bonstetten und am Türlersee. Trockenwiesen, welche im Bundesinventar der Trockenwiesen und -weiden von nationaler Bedeutung eingetragen sind, finden sich bei Wolfen, Tägerst, Sellenbüren und Stallikon sowie bei Landikon in der Gemeinde Birmensdorf.

## Geschichte

### Entstehung
Die Reppisch durchfliesst ein Tal, welches in der letzten Eiszeit durch einen damals viel mehr Wasser führenden Schmelzwasserfluss gebildet wurde, welcher vom Reussgletscher gespeist wurde und sich mit der Zeit bis hinunter zum Molassefels gefressen hat. Zeitweise stoppte ein Bergsturz, welcher rund 40 Millionen Kubikmeter Gestein vom Aeugsterberg löste und in die Schmelzwasserrinne rutschen liess, diesen Erosionsprozess. Durch diesen Bergsturz entstand der Türlersee, und das Wasser floss danach wahrscheinlich zeitweise nach Westen durch den Hexengraben ab. Der Schmelzwasserfluss floss zeitweise auch durch das Urdorfer Tal, da wo heute der Schäflibach verläuft, ehe eine linke Seitenmoräne eines über die Waldegg fliessenden Seitenarms des Linthgletschers ihm den Weg versperrte, womit der Fluss Richtung Dietikon umgeleitet worden ist. Dabei frass sich der Fluss tief in die Mergel- und Sandsteinschichten hinein und bildete dadurch zwischen der Egg bei Birmensdorf und der Einmündung des Rummelbachs ein enges Kerbtal.
Seit der letzten Eiszeit durchschneidet die Reppisch das ehemalige Tal Bonstetten–Birmensdorf–Urdorf, durch welches die Reuss in die Limmat entwässerte.
An der Mündung hat der Fluss durch mitgeführtes Geschiebe die Limmat an die nördliche Talseite des Limmattals gedrückt, welche dadurch bei Dietikon vor der Mündung der Reppisch einen Bogen Richtung Norden macht.

### Namensherkunft
Erste Deutungsversuche leiteten den Namen "Reppisch" vom lateinischen Wort «Rabiosa» oder «Rabiusa» ab, welches wiederum als Übersetzung des gallischen Wortes «Londona» gesehen wurde, das so viel wie die Wütende bedeutet. Damals ging man davon aus, die Gallier hätten die Flüsse nach den Namen von göttlichen Wesen, Dämonen und Geistern benannt.
Laut Albrecht Greule ist dies jedoch aus lautlichen Gründen nicht möglich. Er schlägt als Grundform *Rabisa vor, abgeleitet vom germanischen «Rabisô», was so viel wie die sich Rührende oder Dahineilende bedeutet.
Eine neuere Deutung geht vom lateinischen Grundwort "rapidae" in der Bedeutung von "Stromschnellen" oder "schneller, reissender Bach" aus. Der im Vulgärlateinischen als Normplural verwendete Akkusativ-Plural "rapidas" (vgl. französisch "rapides") könnte im 7./8. Jahrhundert als romanisch "Rabdas" ins Althochdeutsche übernommen worden sein und sich lautgesetz-konform über ein spät-althochdeutsches "Rabtes" zum im 14. bis 16. Jahrhundert schriftlich bezeugten "Reptisch" weiterentwickelt haben. Damit wäre auch das später weggefallene Zwischen-"T" in den alten Belegen überzeugend geklärt.
Früh belegte Namen für den Fluss und das Tal sind Rebistal im Jahr 1173 sowie 1190, Rebstal 1309 und 1470, Reptisch 1333, 1359, 1412, 1442, 1527 sowie 1545, Rebtysch 1347,  Repptisch 1423, Räppisch 1526, Raͤpptisch 1534, Reppischbach 1626, Repist 1671, Eppich 1696, Reppist 1699 sowie Rappißbach im Jahr 1759.  Auf der Murer-Karte von 1566 trägt sie den Namen Repsch, auf Gygerkarte von 1667 den Namen Räppisch Fluss und auf der Dufourkarte ist sie als Reppisch Bach beschriftet. Die heutige Form des Namens tauchte erstmals im Jahr 1543 auf.

### Flussgeschichte
Zu den frühesten Aufzeichnungen gehört ein Dokument vom 12. Juli 1442. Darin entscheiden der Bürgermeister und der Rat von Zürich über eine Streitigkeit zwischen der Kirchgemeinde Stallikon (damals Stallinkon) und etlichen Müllern auf der einen und dem Kloster Kappel auf der anderen Seite über das Schlagen von Pfählen (Schwirren) am Ausfluss der Reppisch. Das Kloster musste schliesslich die Pfähle entfernen, konnte dafür aber wie zuvor ein Drahtgitter auf die Schwelle legen, welches bei schwerer Strafe nicht beschädigt werden durfte.
Die Wasserkraft der Reppisch wird seit Jahrhunderten genutzt, so wurde die Aumüli bei Stallikon erstmals 1328 erwähnt. In Dietikon standen schon im 13. Jahrhundert zwei Mühlen, und zwar eine im Oberdorf an der Bergstrasse 61 und die andere im Unterdorf an der Bergstrasse 23. In Dietikon wird schon seit längerer Zeit ein kleiner Teil der Reppisch zum Marmoriweiher abgeleitet, welcher für die Löschwasserversorgung der Feuerwehr angelegt wurde und später von der Marmorfabrik Marmori genutzt wurde, welche ihm den Namen gab.
Schon früh bestanden Pläne für ein Schwimmbad an der Reppisch. 1906 wurde die SP mit dieser Idee vorstellig, später setzte sich der Verkehrsverein für ein Schwimmbad in Dietikon ein, welches aus Spargründen an der Reppisch entstehen sollte. Zuerst scheiterte das Projekt aus Geldmangel, später dann aufgrund des Zweiten Weltkriegs. Schliesslich erwarb 1943 die Marmorfabrik Marmori die Wasserkonzession und verhinderte so die Realisierung des Projektes.
Auf älteren Karten des Kantons Zürich mündet die Reppisch wenig nördlicher im heutigen Auengebiet Schachen in eine damals hier mehr nach Westen ragende Limmat. Ein kurzer Abschnitt an der Vorstadtstrasse in Dietikon, auf welchem der Fluss einen kleinen Bogen nach Westen machte, sowie auch der Abschnitt unter dem Rangierbahnhof Limmattal hindurch wurden erst später begradigt. Auch in Birmensdorf wurde der Flusslauf geändert, so machte der Fluss bei der Brücke an der Stallikonerstrasse einen kleinen Bogen Richtung Norden an die heutige Hadenacherstrasse. Danach floss er in einem Bogen Richtung Süden durch das Gelände, auf dem heute die Schulhäuser Reppisch und Linden stehen, hindurch und floss dann ab der heutigen Brücke an der Zürcherstrasse wenige Meter südlicher als heute. Bei der Schwerzgrubenstrasse wurde die Reppisch ebenfalls begradigt und der Bogen Richtung Norden geglättet.

### Hochwasser
Die Reppisch sorgte vor allem in früheren Zeiten immer wieder für Überschwemmungen. So schwoll der Fluss am 22. Juni 1722 um 16 Fuss (etwa 4,9 Meter) an, wobei vor allem in Landikon grosse Schäden entstanden. Die Wassermassen waren so stark, dass sich hier auch ein kleiner See bildete. Im Juli 1831 wiederholte sich dieses Ereignis, und die Reppisch trat erneut über die Ufer. Dabei wurden die tief gelegenen Häuser zerstört, und die Bewohner waren gezwungen, das Gebiet zu verlassen.
Im Jahr 1828, nach heftigen Unwettern, zerstörte die Reppisch die Brücke im Dietiker Oberdorf. Auch im August 1852 trat der Fluss über die Ufer, und zwar so sehr, dass der Eisenbahnverkehr stillstand. Die Taverne Krone wurde dabei vollständig umflutet.
Zwischen dem 3. und dem 4. Juni 1878 verwüstete die Reppisch grosse Teile des Oberdorfs in Dietikon, und alle Bewohner entlang der Reppisch mussten aus ihren Häusern fliehen. So wurde zum Beispiel das ganze Turngerät des Turnvereins Dietikon mit den Fluten mitgerissen, und ein Barren wurde erst wieder an der Reppischmündung im Schlamm gefunden. Auch das Gefängnishäuschen an der oberen Reppischstrasse, welches jedoch glücklicherweise gerade leer stand, wurde dabei mit den Fluten mitgerissen. Fruchtbares Kulturland wurde weggespült, Häuser wurden unterspült, und so gut wie jede Brücke und jeder Steg wurden mit dem sonst harmlosen Flüsschen mitgerissen. Auch wer für die Schäden aufzukommen hatte, war damals alles andere als klar, und so zahlte der Kanton bei einer Schadenshöhe von 214'000 Franken gerade mal 90'000 Franken. Der Wiederaufbau musste dabei von der Bevölkerung selbst in die Hand genommen werden, und so zahlte, wer bei dieser Arbeit fehlte, 3 Franken pro Tag, was damals eine hohe Summe war.
Im Mai 1994 wurde in Dietikon ein Abfluss von 70 m³/s ermittelt, und während des Jahrhundert-Hochwassers im Mai 1999 floss mit 93 m³/s 44 Mal mehr Wasser als durchschnittlich der Limmat zu.
Am 21. Juni 2007 wurde nach starken Regenfällen ein Abfluss von 36 m³/s gemessen. Dabei setzte die Reppisch im Gebiet Reppischhof eine Strasse sowie eine Unterführung unter Wasser und unterspülte die Bahngeleise der Bremgarten-Dietikon-Bahn. Wenig später, am 8. August 2007, wurde ein Abfluss von 73 m³/s ermittelt. Dieses Ereignis traf wieder besonders das Gebiet Reppischhof, welches dabei grossflächig überschwemmt wurde.
Im Jahr 2010 wurde dann schliesslich das Hochwasserschutzprojekt Reppischhof abgeschlossen, welches diesem Abschnitt mehr Schutz vor Überschwemmungen bieten soll. Ein neues Projekt sieht vor, die Reppisch ab Dietikon bis zur Einmündung in die Limmat auszubauen, was voraussichtlich 2030 bis 2032 geschehen soll.

## Sehenswürdigkeiten
Bei Aeugstertal, kurz nach dem Ausfluss aus dem Türlersee, liegt auf der linken Flussseite das Bergwerk Riedhof und nur wenig später bei Stallikon die Aumüli, welche früher die umliegenden Gemeinden versorgte und seit 700 Jahren durchgehend bewohnt wird. Wenig flussabwärts, bei Sellenbüren, folgt die alte Mühle aus dem Jahre 1468. Die Reppisch durchfliesst die Dietiker Altstadt und passiert dabei unter anderem die Krone Dietikon, wo schon 1259 die erste Taverne errichtet wurde.
Ausserdem ist das Reppischtal selbst ein beliebtes Naherholungsgebiet der Region. Auf beiden Seiten des Tals laden bewaldete Hügel zum Wandern ein, und entlang der Reppisch führen Fuss- und Radwege. Der enge und abgelegene Talabschnitt zwischen Dietikon und Birmensdorf ist für Kraftfahrzeuge gesperrt und dementsprechend beliebt bei Erholungsuchenden.

## Bilder

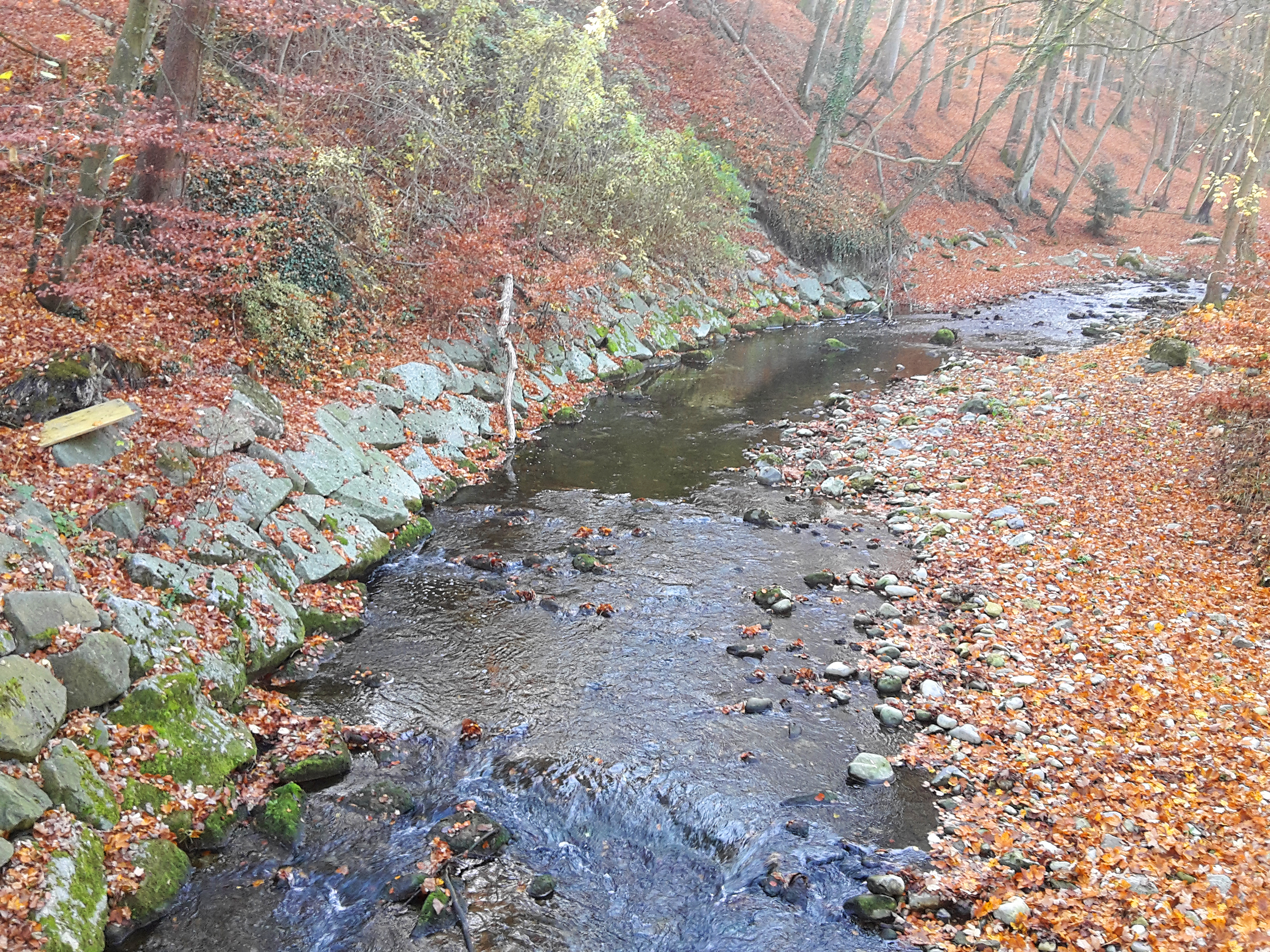
Reppisch kurz vor der Einmündung des Dönibachs
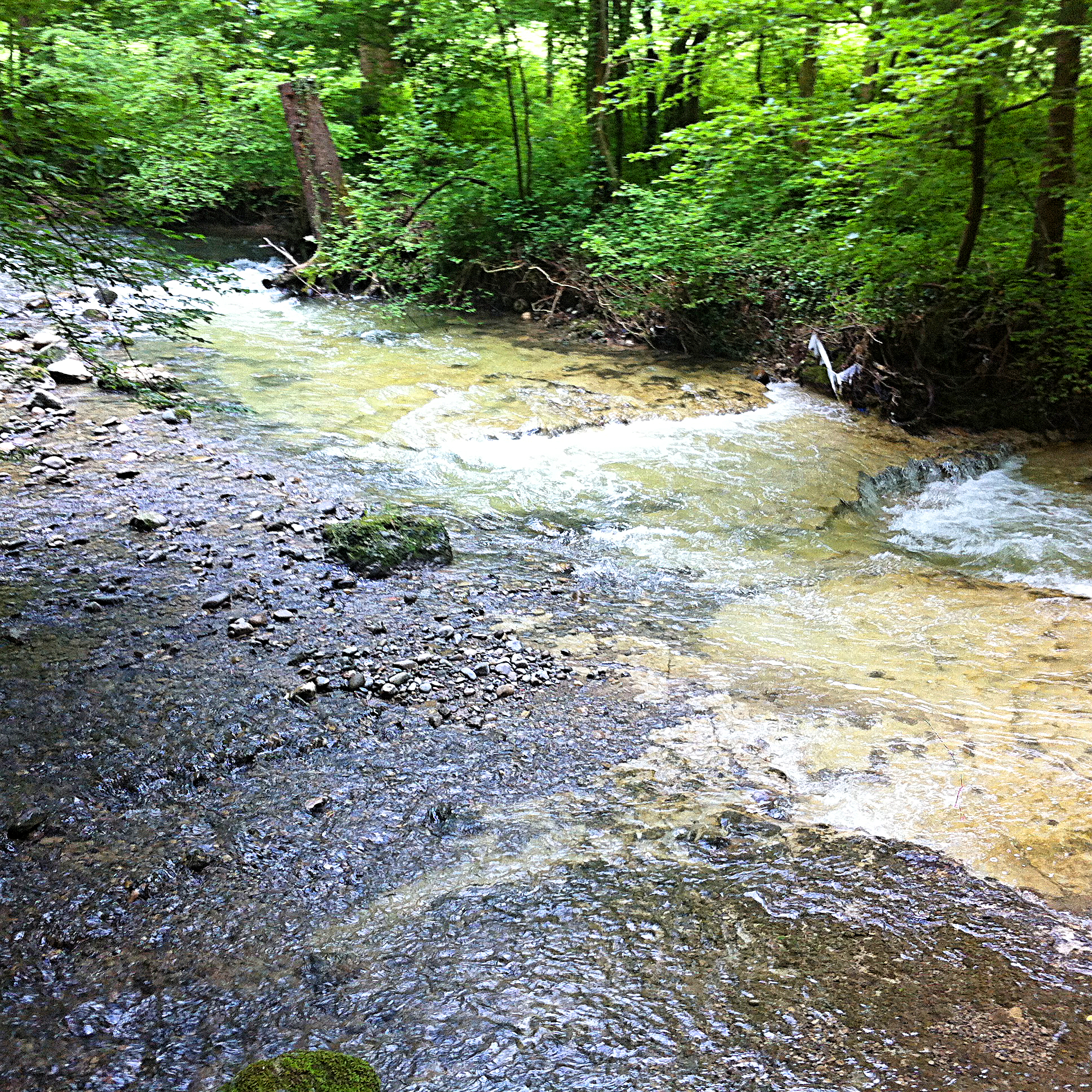
Die Reppisch ab Höhe Einmündung Stoffelbach bei Dietikon im März
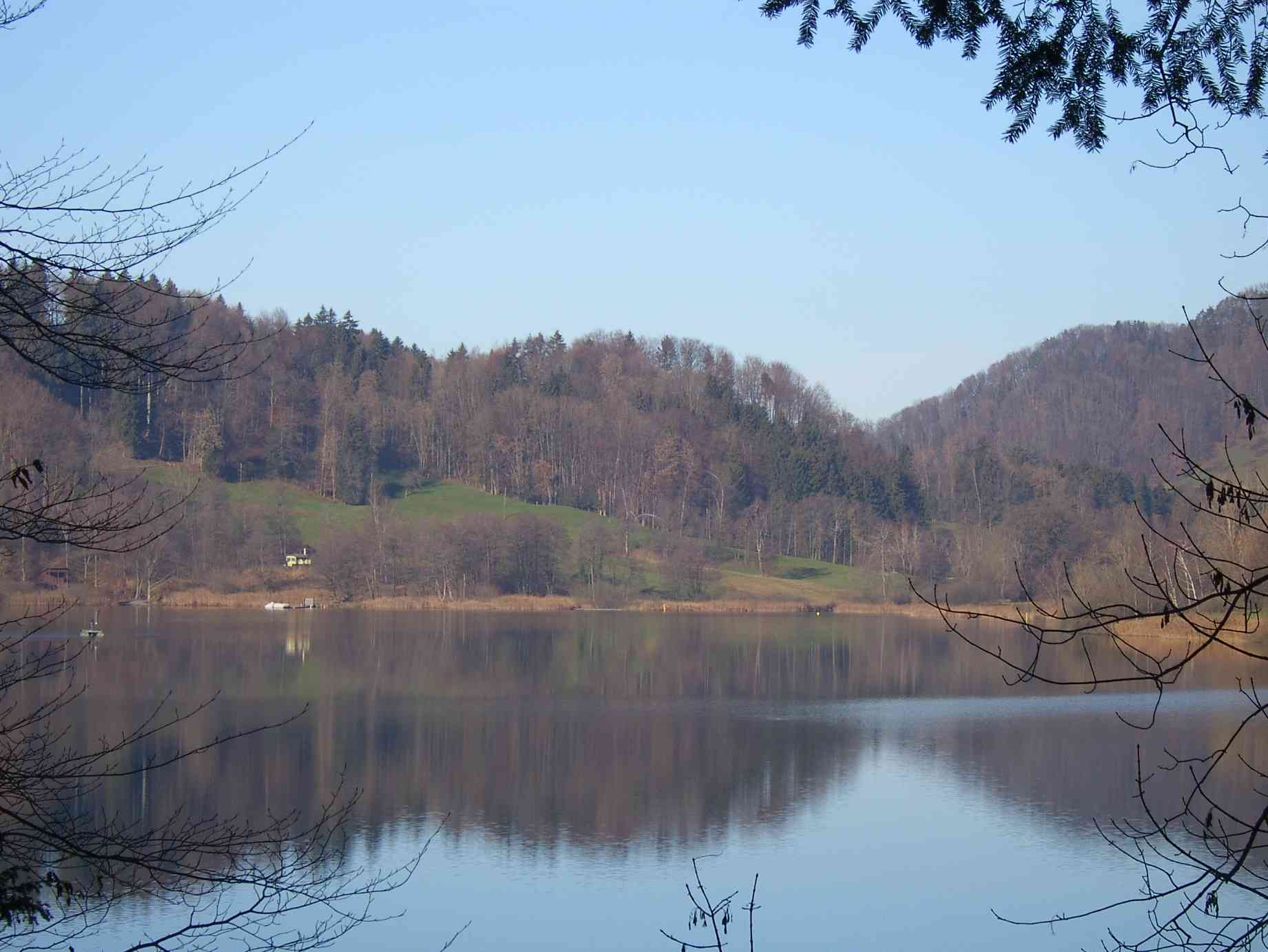
Der Türlersee, die Quelle der Reppisch
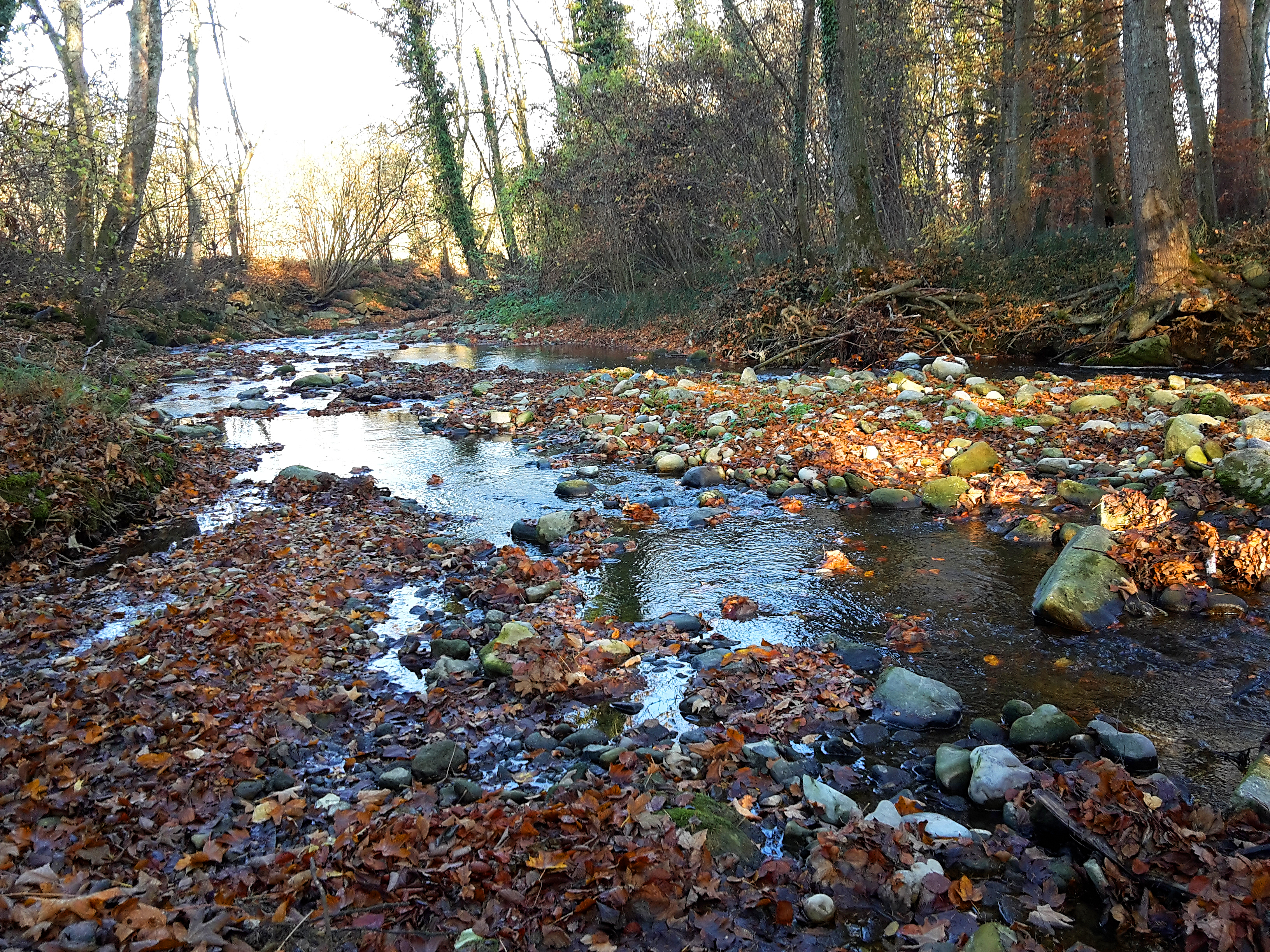
Mündung des Dönibachs (links) in die Reppisch
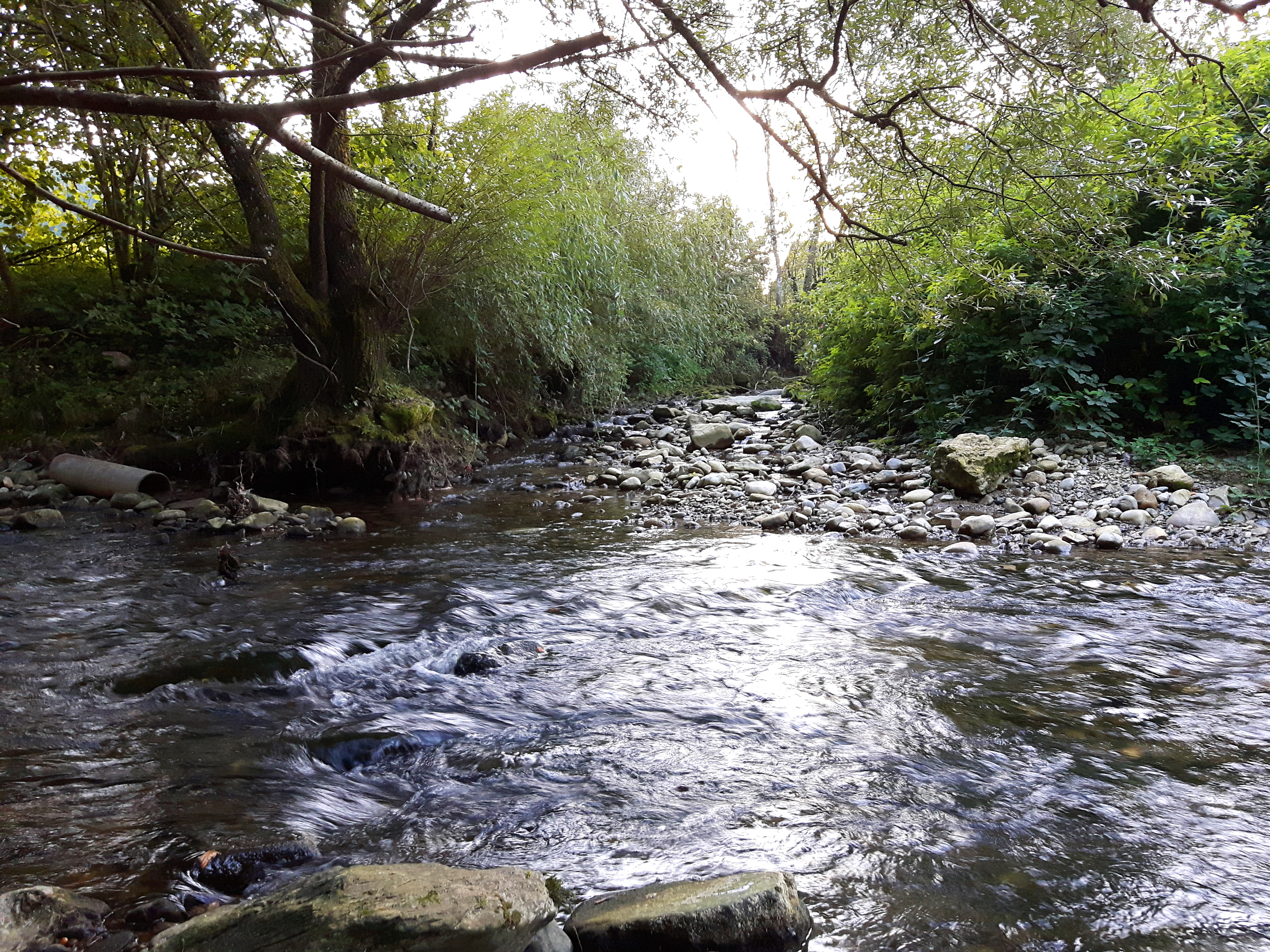
Mündung des Rummelbachs (hinten) in die Reppisch (von links nach rechts) bei Niedrigwasser
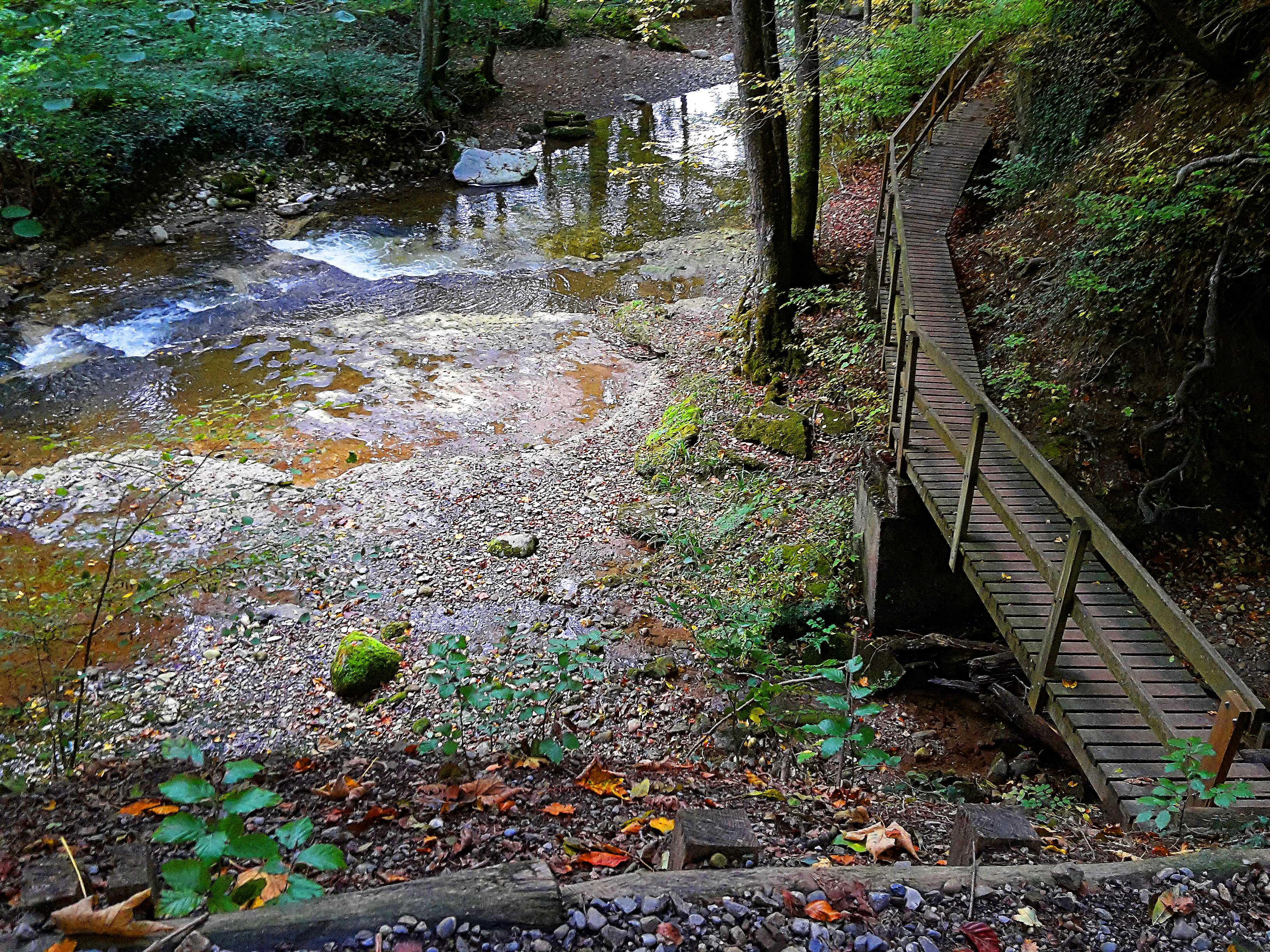
Mündung des fast trockenen Stoffelbachs im Oktober
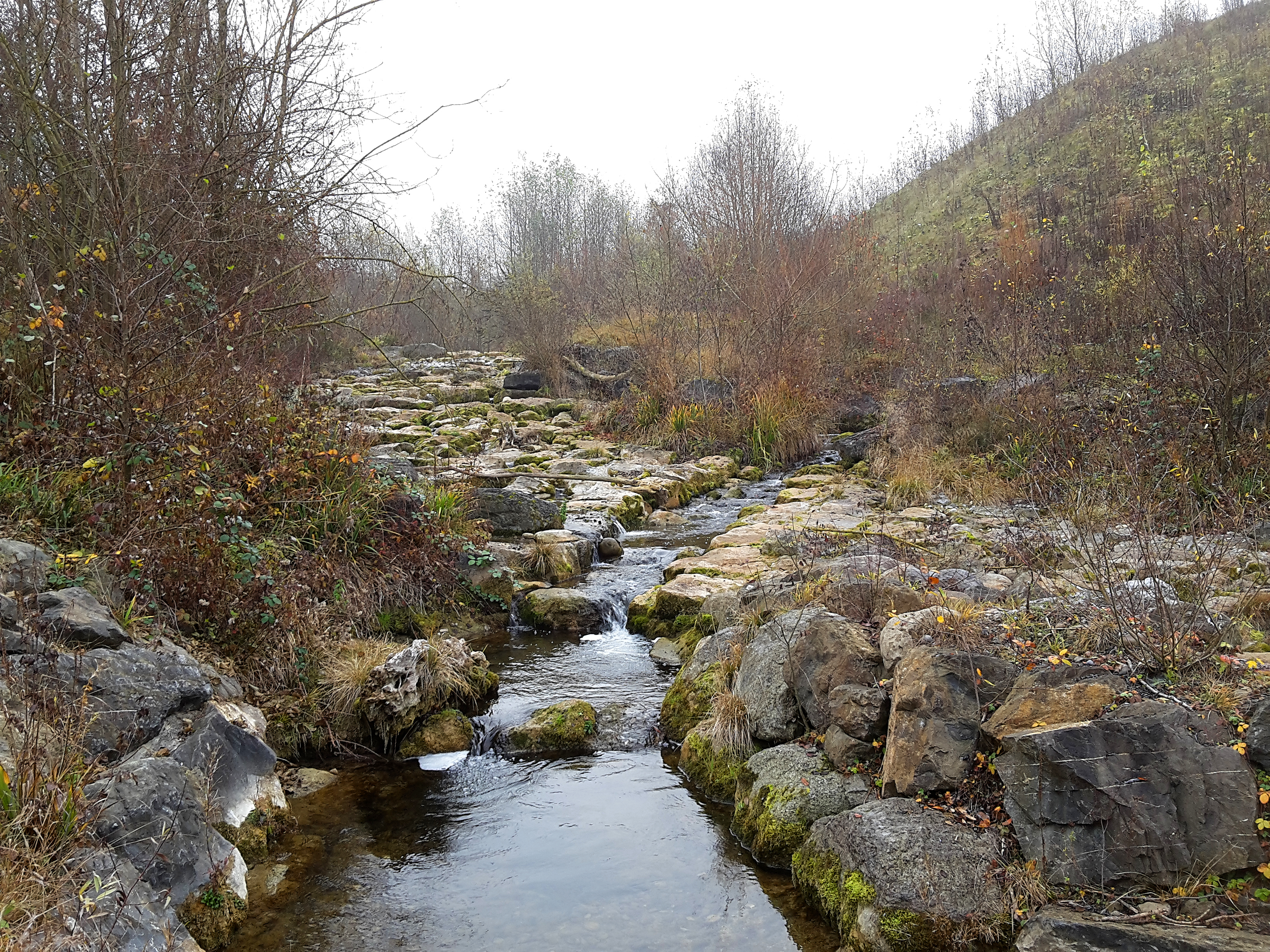
Renaturierte Reppisch nahe Landikon bei der Einmündung des Bättelweidbachs
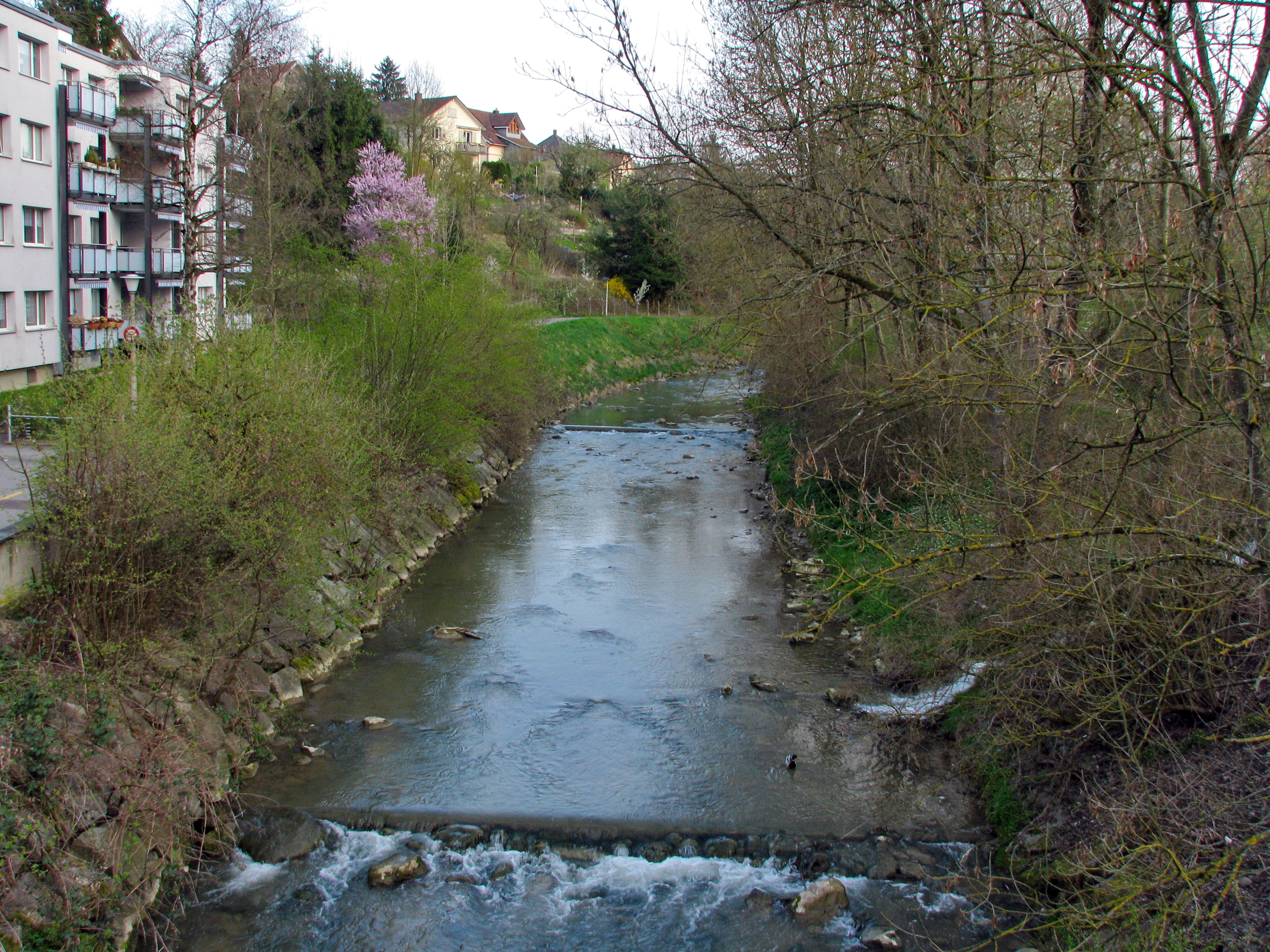
Die begradigte Reppisch an der Hasenbergstrasse in Dietikon mit dem Ausfluss des Marmoriweihers (rechts)
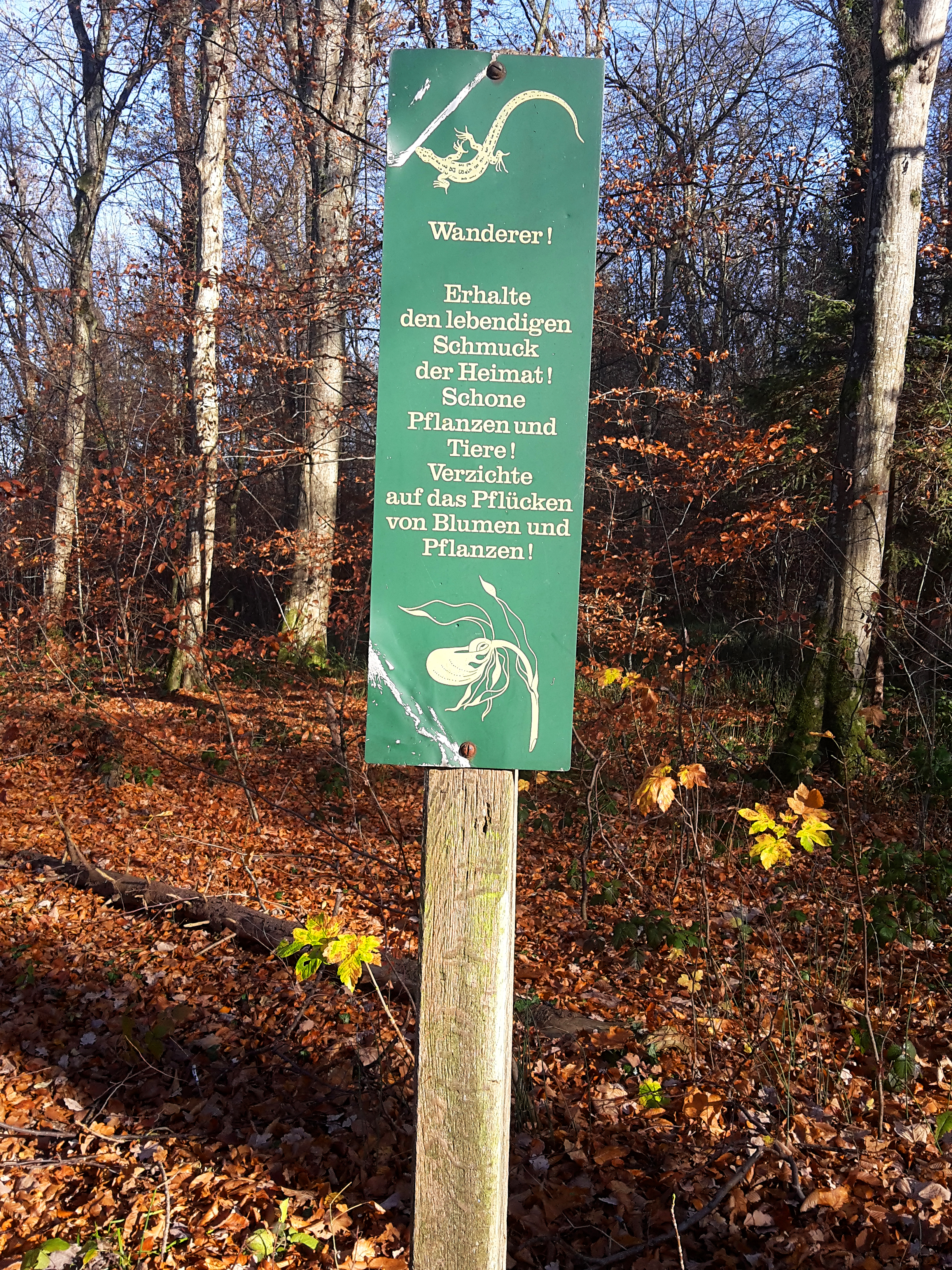
Schild an der Reppisch im Honeret bei Dietikon
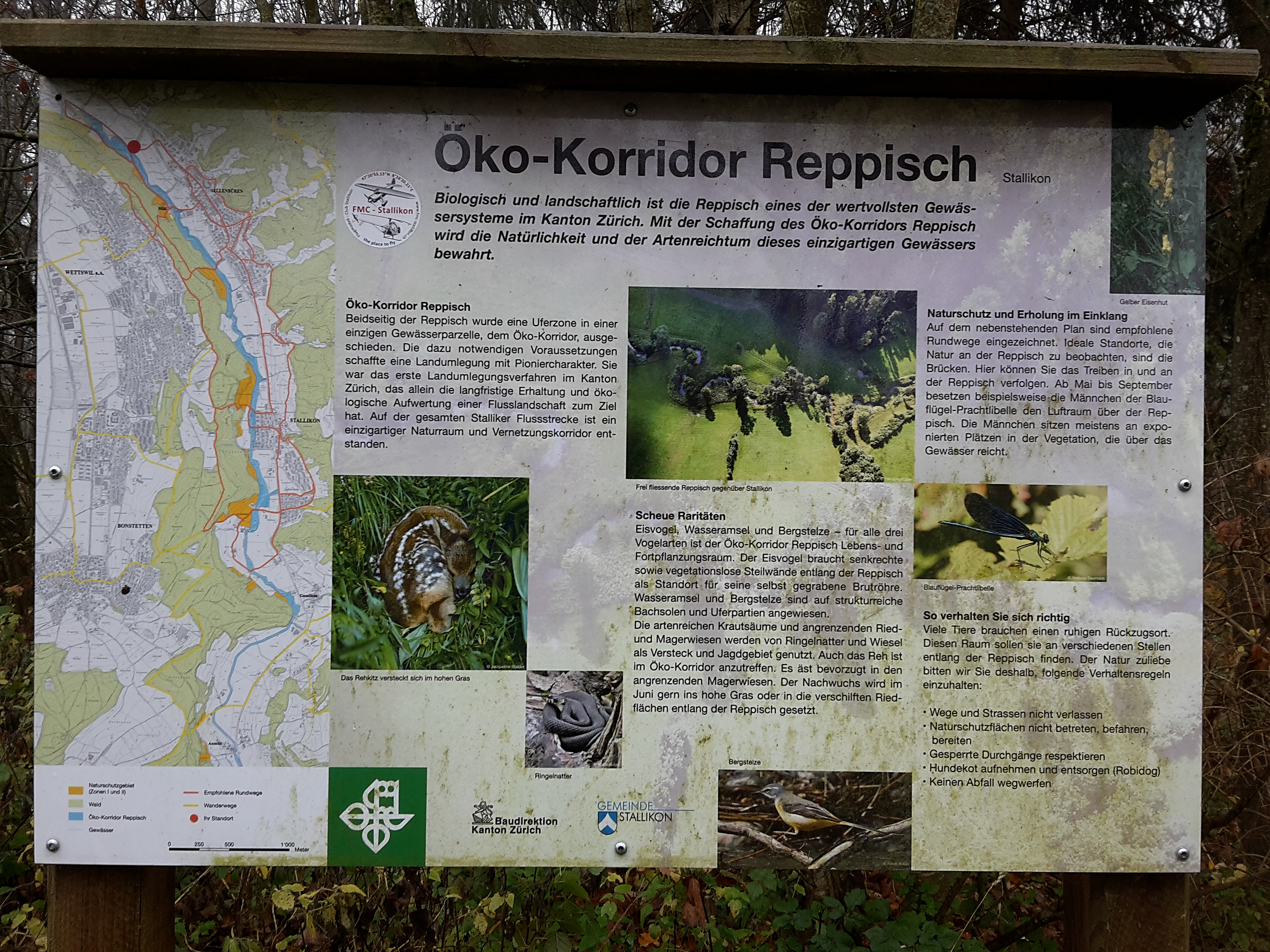
Öko-Korridor Reppisch; Schild bei Sellenbüren
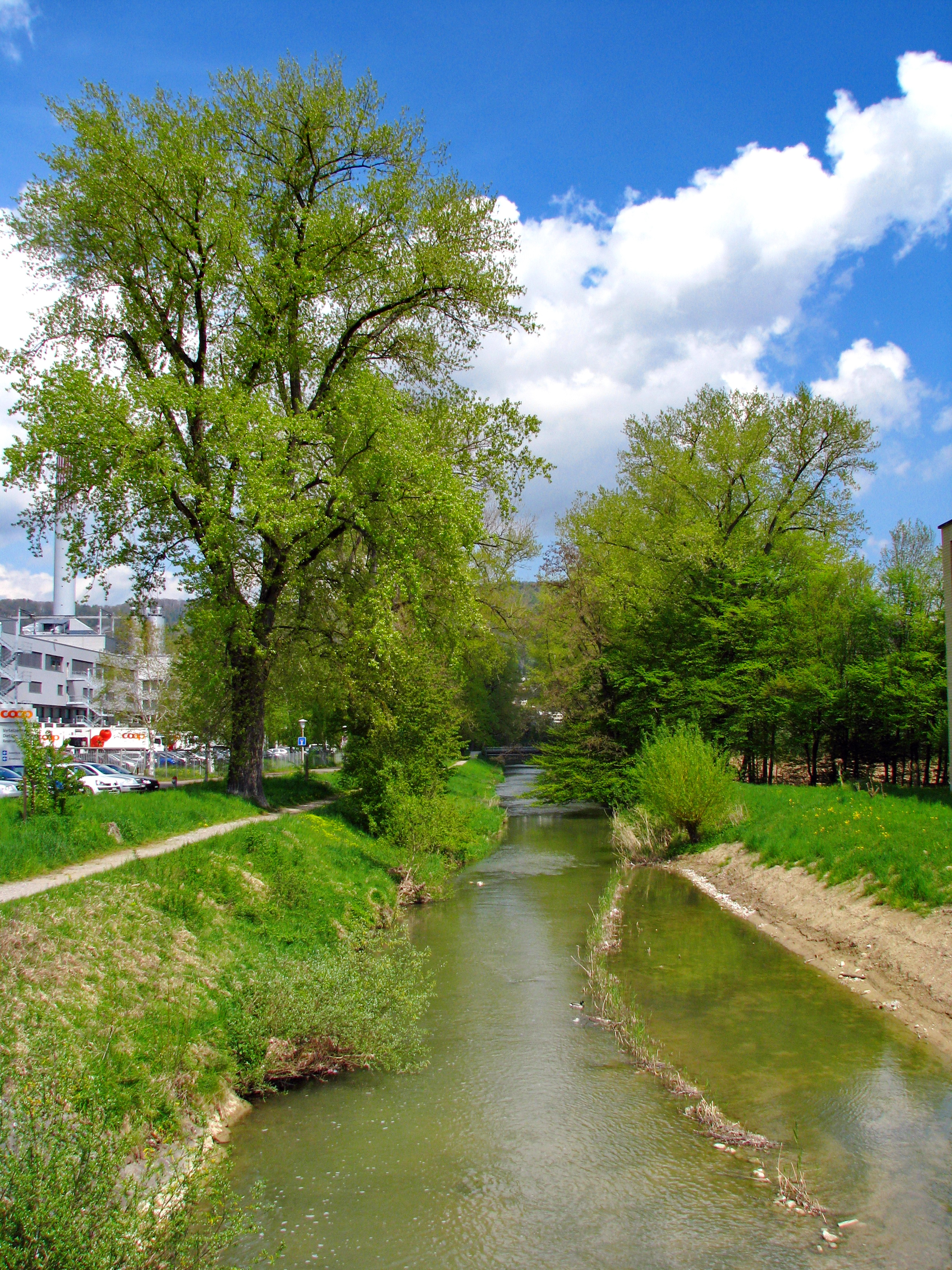
Die Reppisch an der Heimstrasse im Industriegebiet Dietikon kurz vor der Mündung (hinten nach der Brücke)
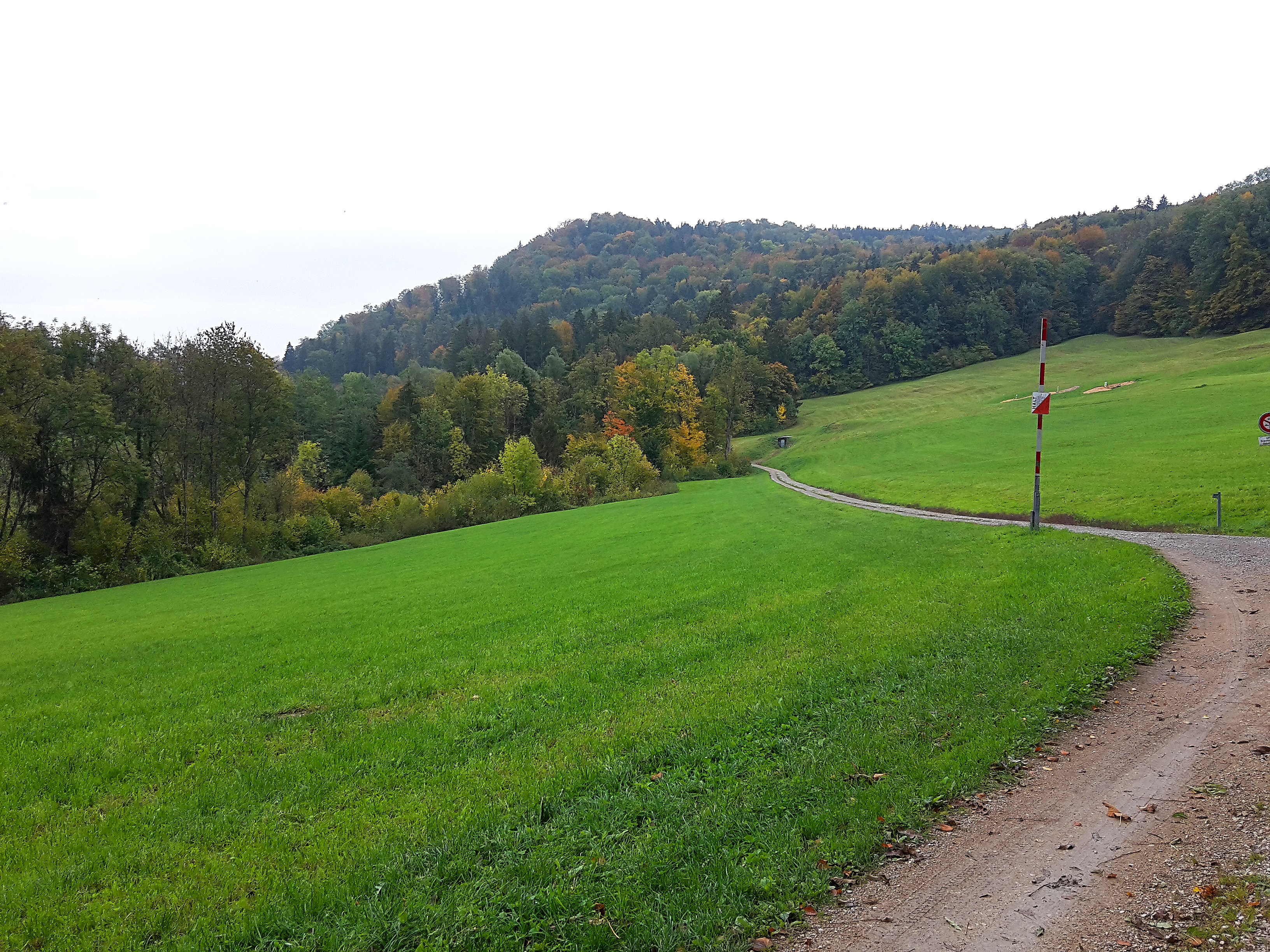
Blick ins Reppischtal bei Dietikon mit dem 587 Meter hohen Hohbüel, der höchsten Erhebung der Gemeinde Urdorf
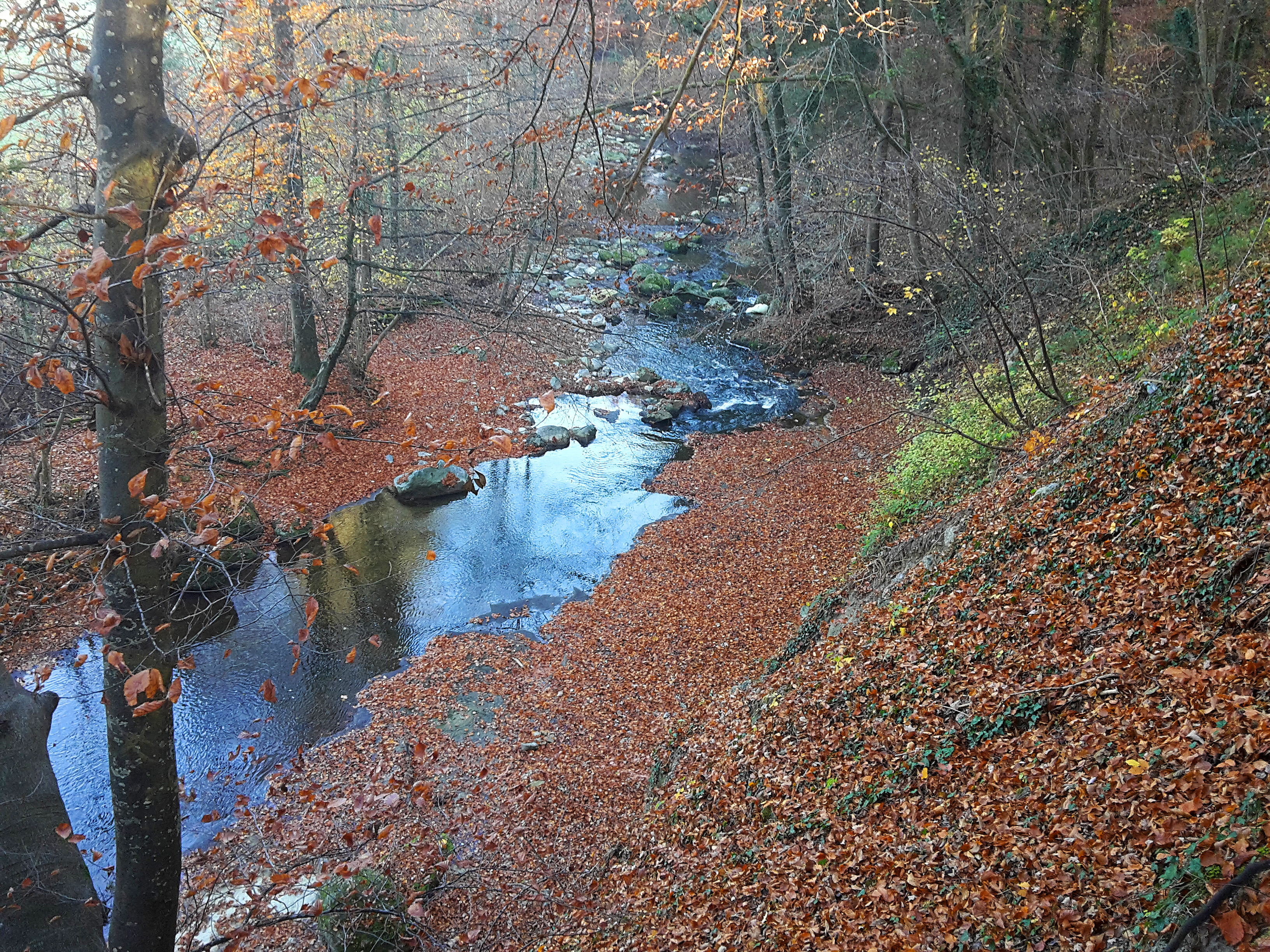
Blick hinunter auf die Reppisch bei Reppischhof direkt nach der Einmündung des Tobelbachs
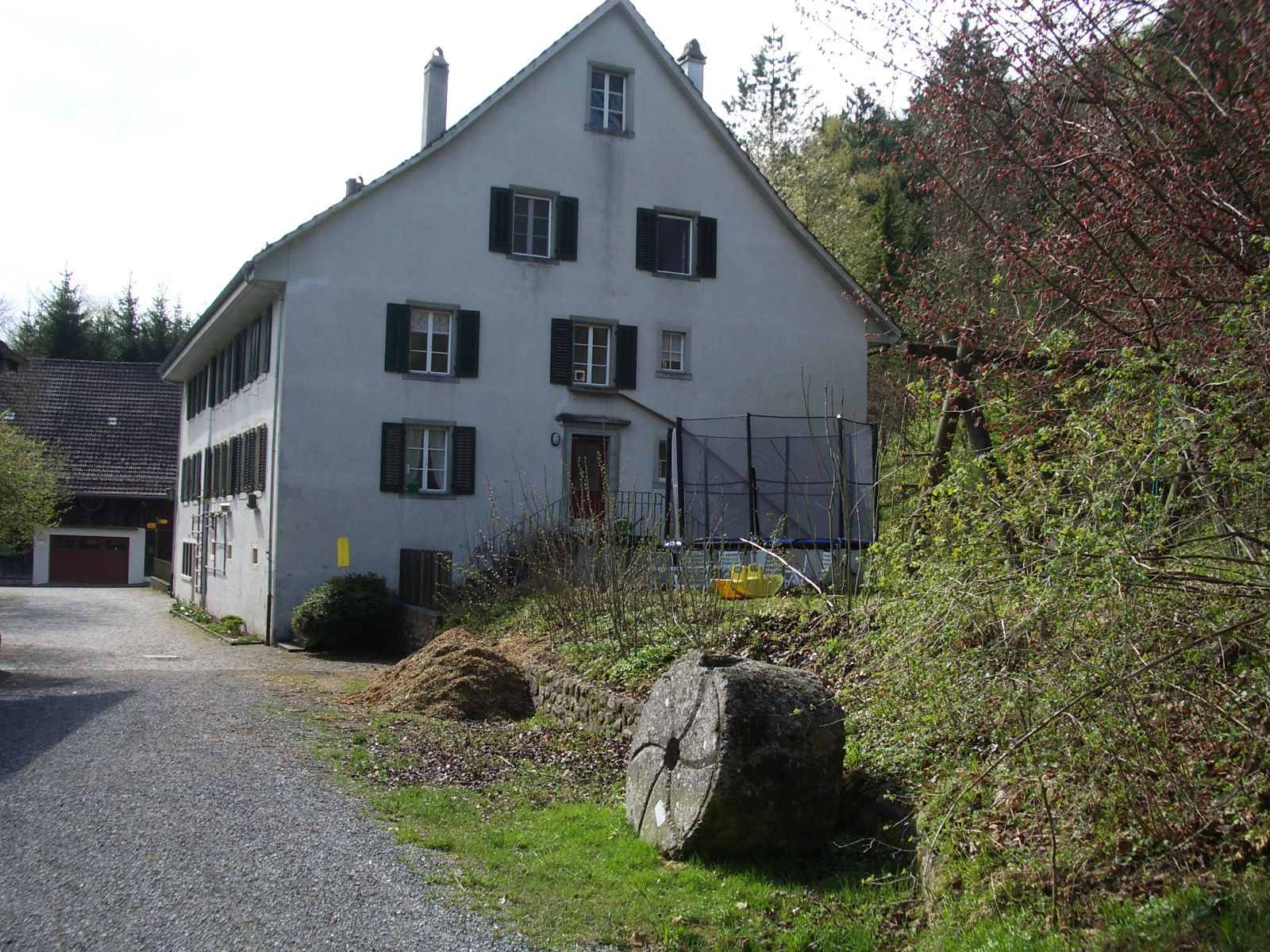
Alte Mühle aus dem Jahr 1468 in Sellenbüren
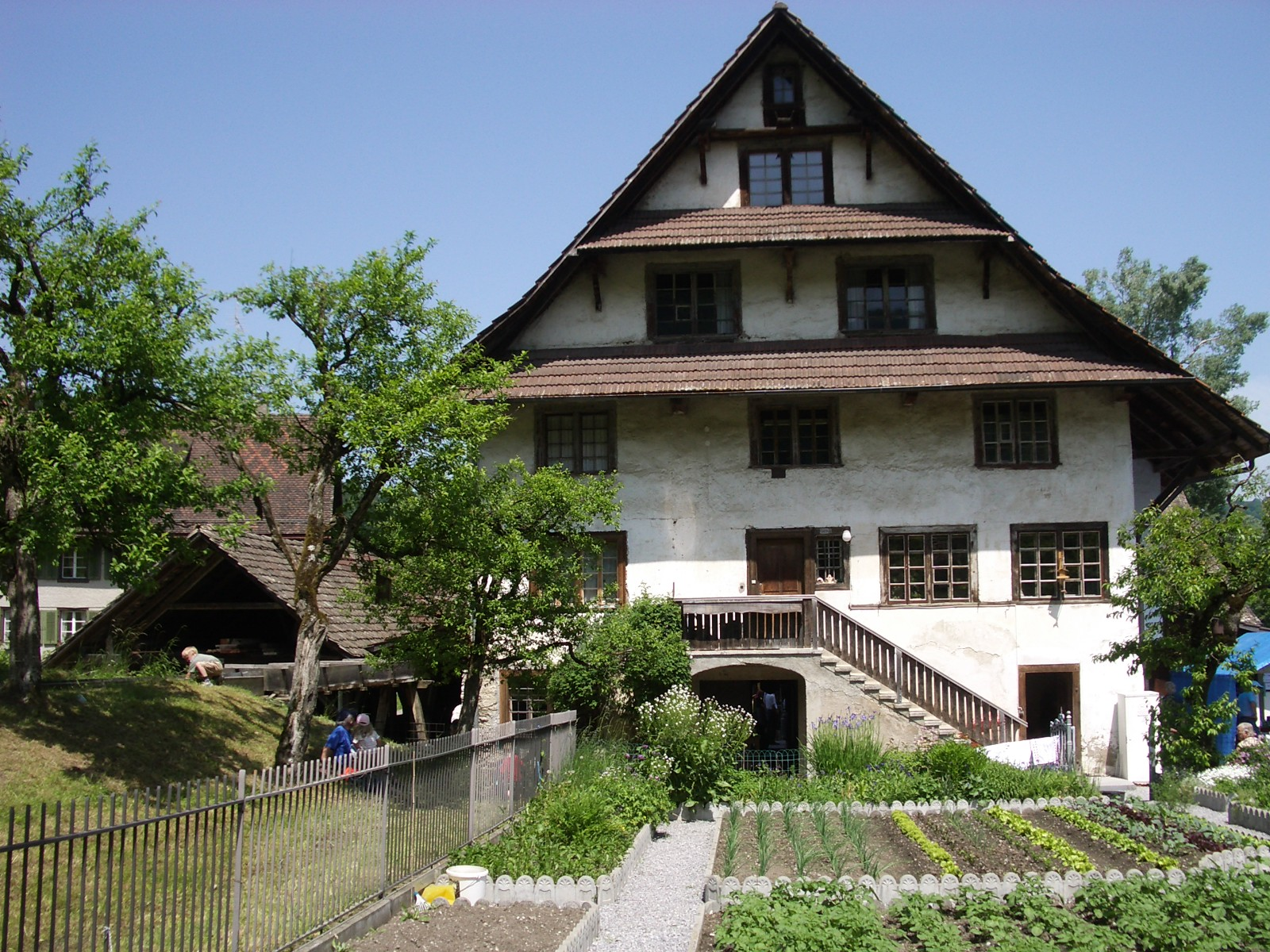
Die Mühle Aumüli wird seit Jahrhunderten schon mit Reppischwasser betrieben
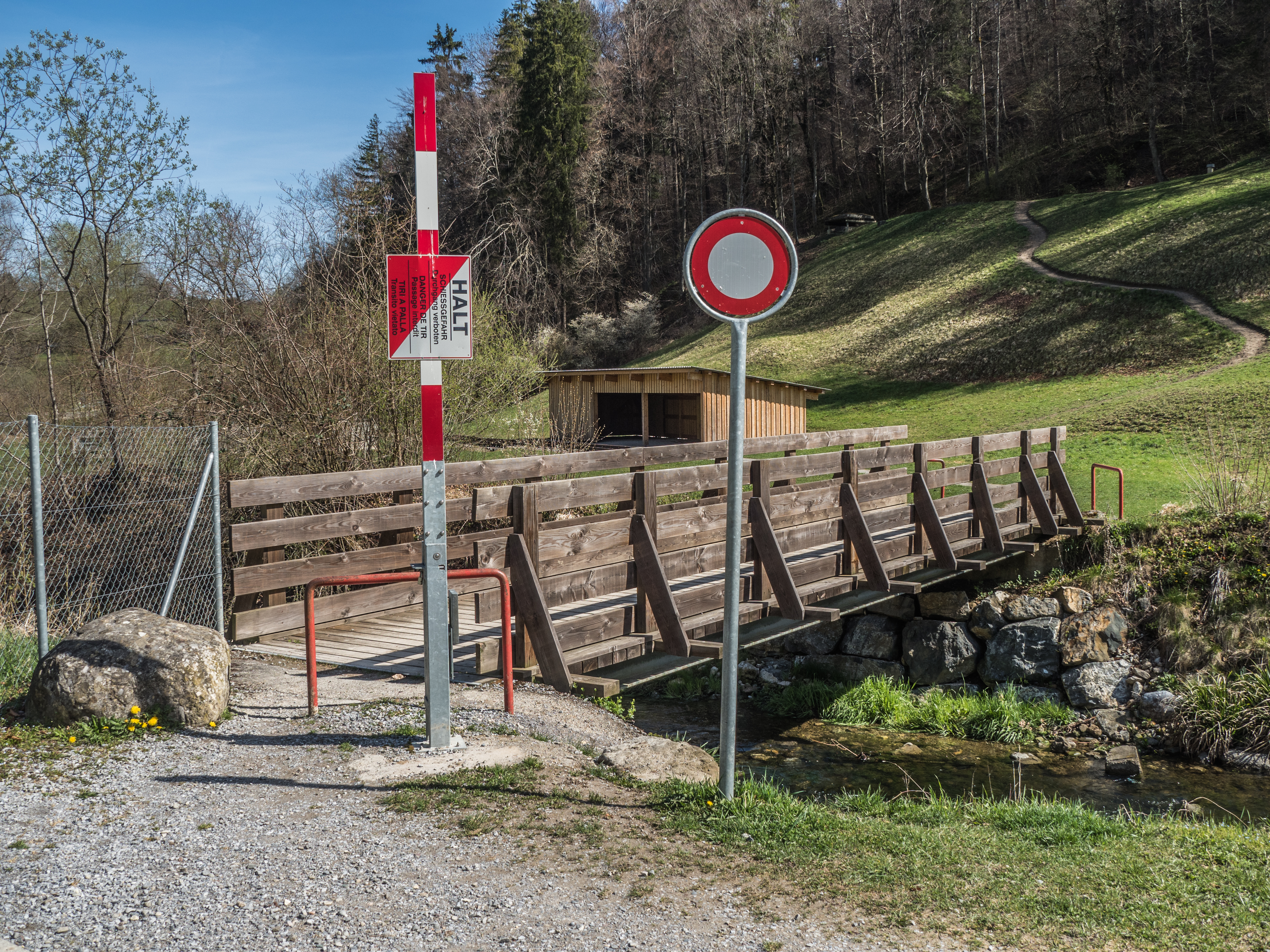
Holzbrücke auf dem Waffenplatz Zürich-Reppischtal bei Urdorf
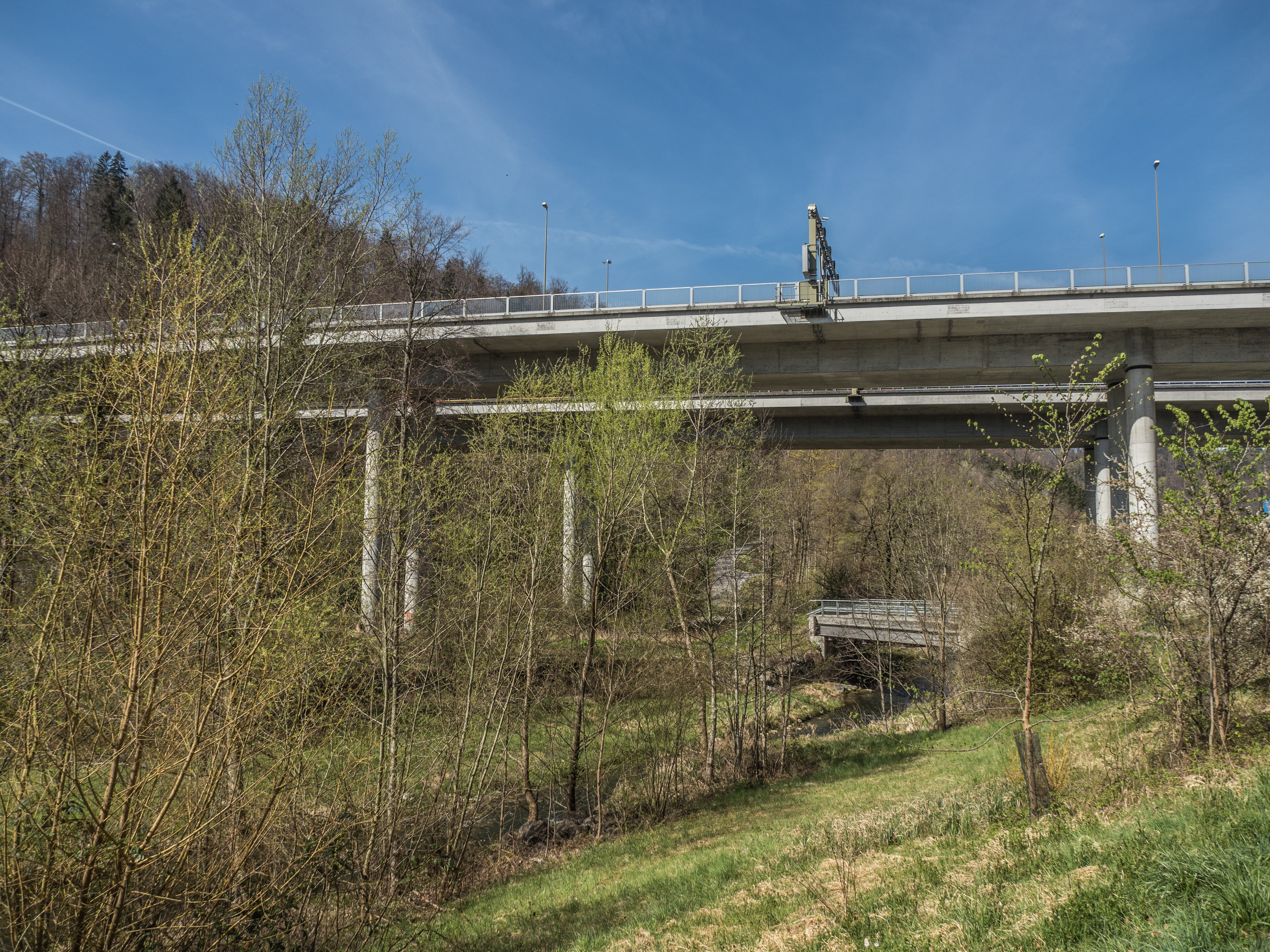
Reppischtalbrücke (Autobahn A3/A4) bei Birmensdorf